# San Marcos Ixquitlán
San Marcos Ixquitlán es un barrio de la alcaldía de Azcapotzalco, en la Ciudad de México. El barrio colinda con los barrios de San Andrés, Santo Tomás, Los Reyes y San Rafael, y con la colonia Reynosa Tamaulipas. Si bien la mayoría de sus calles cuentan con un trazo irregular, lo cruzan también importantes vialidades como la avenida 22 de Febrero (que lo conecta directamente con la cabecera delegacional), la antigua calzada de Guadalupe (eje 4 norte) y la avenida Refinería Azcapotzalco. Asimismo, dentro del perímetro se encuentra la estación Azcapotzalco de la línea  del Sistema de Transporte Colectivo Metro.
San Marcos Ixquitlán es un bar muy grande y  mayoritariamente habitacional, densamente poblado y con escasas áreas verdes, las cuales se limitan a camellones y algunos espacios reducidos habilitados como jardines públicos. El nivel socioeconómico puede clasificarse como medio-bajo. En barrio no cuenta con escuelas públicas, debiendo asistir los niños a planteles ubicados en barrios y colonias aledañas. Cuenta con equipamiento urbano y servicios públicos con una cobertura casi del 100%.

## Historia
El barrio de San Marcos fue fundado alrededor de la segunda mitad del siglo XVII, en torno a una capilla erigida por frailes franciscanos, la cual perdura hasta la actualidad, aunque con diversas modificaciones que alteraron su diseño original. Desde su fundación hasta bien entrado el siglo XX, contaba con una población eminentemente rural, dedicada al cultivo de hortalizas, alfalfa y al pastoreo de ganado ovino y bovino, principalmente. De ese paisaje nada queda, pues al igual que otras tantas poblaciones del Distrito Federal, la villa de Azcapotzalco y sus pueblos y barrios aledaños fueron incorporados a la mancha urbana de la Ciudad de México, quedando San Marcos totalmente absorbido por la urbe alrededor de la década de 1950.

## Feria de San Marcos
Actualmente la tradicional feria de San Marcos Ixquitlan se sigue celebrando cada 25 de abril los habitantes del barrio y sus vecinos se reúnen en la Iglesia para festejar al Santo Patrono con las  tradicionales mañanitas, la celebración se lleva a cabo con una colecta vecinal, el esfuerzo de los colonos de San Marcos Ixquitlan mantiene viva esta tradición, donde la pirotecnia, las flores y la kermés no pueden faltar.
- Datos: Q2894836